# Mimi Lepori
Celestina «Mimi» Lepori Bonetti (geboren am 2. April 1949 in Lugano; gestorben am 25. Juni 2016 ebenda; heimatberechtigt in Sala Capriasca) war eine Schweizer Politikerin (CVP). Sie war von 1993 bis 1995 Mitglied des Nationalrats.

## Leben

### Herkunft, Ausbildung und Beruf
Mimi Lepori war die Tochter des Luganeser Bauunternehmers Aldo Lepori und dessen Frau Gina (geborene Miccoli). Sie besuchte die Schulen im Tessin und später das katholische Töchterinstitut Stella Maris in Rorschach. Danach studierte sie an der Universität Fribourg und machte dort 1972 ein Diplom als Sozialarbeiterin. Anschliessend arbeitete sie im Sozialdepartement des Kantons Tessin als Koordinatorin der Jugendeinrichtungen. Ab 1974 studierte sie erneut in Fribourg und machte einen sozialwissenschaftlichen Abschluss.
1976 bis 1996 war sie für die Caritas im Tessin tätig. Dabei griff sie neuere Entwicklungen in der Sozialarbeit auf: In Zusammenarbeit mit einem Solidaritätsnetzwerk in den Pfarreien sorgte sie für die Aufnahme von Boatpeople aus Vietnam. Sie baute auch Unterstützungsprojekte für Langzeitarbeitslose auf. 1996 gründete sie die gemeinnützige Sozialberatungsagentur Consono.

### Politik
Lepori wurde 1983 in den Grossen Rat des Kantons Tessin gewählt. 1987 und 1991 wurde sie bestätigt. Als Grossrätin stand sie der bestehenden kantonalen Sozialpolitik kritisch gegenüber und wies unter anderem auf mangelhafte Unterstützung von Familien, Arbeitlosen, älteren Menschen und Menschen mit Behinderung sowie auf die fehlende Koordination zwischen dem Staat und dem privaten Sektor im Sozialbereich hin. 1989 wurde sie als erste Frau Vizepräsidentin der CVP Tessin. 1993 rückte sie für Gianfranco Cotti in den Nationalrat nach. 1995 wurde sie bei einem Sitzverlust der CVP nicht wiedergewählt. 2004 und 2008 kandidierte sie für die Stadtregierung von Lugano.
Lepori war Mitglied in verschiedenen kantonalen Kommissionen zur Ausrichtung des Sozial- und Gesundheitswesens und in ausserparlamentarischen eidgenössischen Kommissionen und Expertengruppen zur Alters- und Hinterlassenenversicherung (AHV), zur Überalterung, zu Rassismus und zur nachhaltigen Entwicklung. Von 1997 bis 2004 war sie Mitglied des Vorstands der Fachhochschule der italienischen Schweiz (SUPSI).

### Privates
Lepori heiratete 1983 und war Mutter zweier Kinder.